# Lilhac
Lilhac település Franciaországban, Haute-Garonne megyében. Lakosainak száma 136 fő (2022. január 1.). Lilhac Castéra-Vignoles, Esparron, Montbernard, Saint-André és Salerm községekkel határos.

## Népesség
A település népességének változása:
| Lakosok száma | 143  | 133  | 111  | 128  | 135  | 132  | 130  | 131  | 129  | 136  |
|               | 1968 | 1982 | 1990 | 2006 | 2013 | 2015 | 2017 | 2019 | 2020 | 2022 |